# Blabia masoni
Blabia masoni är en skalbaggsart som först beskrevs av Aurivillius 1927.  Blabia masoni ingår i släktet Blabia och familjen långhorningar. Inga underarter finns listade.